# Chandrayaan-3
Chandrayaan-3 (del sánscrito, "Chandra": Luna, "Yaan": vehículo) es la tercera misión de exploración lunar de la Agencia India de Investigación Espacial (ISRO). Consiste en un módulo de aterrizaje y el rover Pragyan similar a Chandrayaan-2, pero no tiene un orbitador. Su módulo de propulsión se comporta como un satélite de retransmisión de comunicaciones. El módulo de propulsión transporta la configuración del módulo de alunizaje y el rover hasta que la nave espacial se encuentre en una órbita lunar de 100 km.
Después de Chandrayaan-2, donde una falla de último minuto en el software de guía de alunizaje provocó que el módulo se estrellara después de entrar en la órbita lunar, se propuso otra misión lunar.
El lanzamiento de Chandrayaan-3 tuvo lugar el 14 de julio de 2023 a las 2:35 p. m. IST de manera exitosa y la inyección de una órbita polar circular de 100 km se completó también con éxito como parte de la fase uno. El módulo de alunizaje y el rover se encuentra cerca de la región del polo sur lunar tras el alunizaje exitoso ocurrido a las 12:34 UTC del 23 de agosto de 2023.

## Historia
En la segunda fase del programa Chandrayaan para demostrar el aterrizaje suave en la Luna, ISRO lanzó Chandrayaan-2 a bordo de un vehículo lanzador GSLV Mk III. Dicha misión constaba de un orbitador, un aterrizador y un rover. El aterrizador estaba programado para aterrizar en la superficie lunar en septiembre de 2019 para desplegar el rover Pragyan.
Informaciones anteriores habían sugerido una colaboración con Japón en una misión al polo sur de la Luna, donde India proporcionaría el módulo de aterrizaje, mientras que Japón proporcionaría el lanzador y el rover. La misión puede incluir muestreo del sitio y tecnologías de supervivencia nocturna lunar.
El subsiguiente fallo del aterrizador Vikram llevó a la búsqueda de otra misión para demostrar las capacidades de aterrizaje necesarias para la Misión de Exploración Polar Lunar propuesta conjuntamente con Japón para 2024.

## Objetivos
1. Conseguir un módulo de aterrizaje seguro y suave y un aterrizaje perfecto en la superficie
2. Observar y demostrar las capacidades de merodeo del rover en la Luna
3. Observar científicamente in situ realizando experimentos científicos sobre los elementos químicos y naturales, suelo, agua, etc. disponibles en la superficie de la Luna para comprender mejor y practicar la composición de la Luna. Lo interplanetario se refiere al desarrollo y demostración de nuevas tecnologías requeridas para misiones entre dos planetas.[16]

## Diseño
El módulo de aterrizaje de Chandrayaan-3 solo tendrá cuatro motores con aceleración ajustable, a diferencia del Vikram de Chandrayaan-2, el cual tenía cinco motores de 800 Newtons (siendo el quinto motor emplazado en el centro y con empuje fijo). Además, el módulo de aterrizaje de Chandrayaan-3 también estará equipado con un velocímetro láser Doppler (LDV).

### Cargas útiles
Las cargas útiles científicas en el módulo de propulsión, módulo de aterrizaje y el rover de la misión Chandrayaan-3:

#### Módulo de propulsión

##### Espectropolarimetría del Planeta Tierra Habitable (SHAPE)
Permitirá estudiar las medidas espectrales y polarimétricas de la Tierra desde la órbita lunar.

#### Módulo de aterrizaje Vikram

##### Radioanatomía de la ionosfera y la atmósfera hipersensibles a la luna (RABHA)
Medirá la densidad del plasma cerca de la superficie (iones y electrones) y sus cambios con el tiempo.

##### Experimento termofísico de superficie de Chandra (ChaSTE)
Medirá la conductividad térmica y la temperatura de la superficie lunar.

##### Instrumento para la Actividad Sísmica Lunar (ILSA)
Medirá la sismicidad alrededor del lugar de aterrizaje.

##### Conjunto de retro-reflectores láser (LRA)
Experimento pasivo para comprender la dinámica del sistema lunar.

##### Sonda Langmuir (LP)
Estimará la densidad del plasma y sus variaciones.

#### Rover Pragyan

##### Espectroscopio de descomposición inducida por láser (LIBS)
Realizará un análisis elemental cualitativo y cuantitativo y derivará la composición química e inferirá la composición mineralógica para mejorar nuestra comprensión de la superficie lunar.

#### Espectrómetro de Rayos X de partículas Alfa (APXS)
Determinará la composición elemental (Mg, Al, Si, K, Ca, Ti, Fe) del suelo lunar y las rocas alrededor del lugar de alunizaje.

## Perfil de la misión
El conjunto Chandrayaan-3 se lanzó el 14 de julio de 2023, a las 09:05 UTC a un perigeo con una órbita de estacionamiento de 170 km. Posteriormente, siguiendo con la planificación de la misión, se realizaron una serie de operaciones de elevación orbital (utilizando un motor de apogeo líquido (LAE) y propulsores químicos para posicionarse en órbita de inyección translunar y su posterior inserción en órbita lunar.

### Lanzamiento
| # | Fecha/Hora (UTC)           | Notas                                                                               | Resultado | Referencias          |
| - | -------------------------- | ----------------------------------------------------------------------------------- | --------- | -------------------- |
| 1 | 14 de julio de 2023, 09:05 | Posterior al lanzamiento alcanzó un perigeo en órbita de estacionamiento de 170 km. | Exitoso   | [ 19 ] [ 20 ] [ 21 ] |

### Datos de elevación de órbita terrestre
| # | Fecha               | Altura alcanzada | Altura alcanzada | Inclinación | Período orbital | Resultado | Referencias |
| # | Fecha               | Perigeo          | Apogeo           | Inclinación | Período orbital | Resultado | Referencias |
| - | ------------------- | ---------------- | ---------------- | ----------- | --------------- | --------- | ----------- |
| 1 | 15 de julio de 2023 | 173 km           | 41.762 km        | 21,3°       | -               | Exitoso   | [ 22 ]      |
| 2 | 17 de julio de 2023 | 226 km           | 41.603 km        | -           | -               | Exitoso   | [ 23 ]      |
| 3 | 18 de julio de 2023 | 228 km           | 51.400 km        | -           | -               | Exitoso   | [ 24 ]      |
| 4 | 20 de julio de 2023 | 233 km           | 71.351 km        | -           | -               | Exitoso   | [ 25 ]      |
| 5 | 25 de julio de 2023 | 236 km           | 127.603 km       | -           | -               | Exitoso   | [ 26 ]      |

### Inyección translunar
| # | Fecha               | Altura alcanzada | Altura alcanzada | Resultado | Referencias   |
| # | Fecha               | Perigeo          | Apogeo           | Resultado | Referencias   |
| - | ------------------- | ---------------- | ---------------- | --------- | ------------- |
| 1 | 31 de julio de 2023 | 288 km           | 369.328 km       | Exitoso   | [ 27 ] [ 28 ] |

### Maniobras de inserción y circularización de órbita lunar
| # | Fecha                | Tiempo de encendido (LAM) | Altura alcanzada | Altura alcanzada | Período orbital   | Resultado | Referencias   |
| # | Fecha                | Tiempo de encendido (LAM) | Perilunio        | Apolunio         | Período orbital   | Resultado | Referencias   |
| - | -------------------- | ------------------------- | ---------------- | ---------------- | ----------------- | --------- | ------------- |
| 1 | 5 de agosto de 2023  | 1.835s (30,58 min)        | 164 km           | 18.074 km        | ⁓21 h (1.300 min) | Exitoso   | [ 31 ] [ 32 ] |
| 2 | 6 de agosto de 2023  | -                         | 170 km           | 4.313 km         | -                 | Exitoso   | [ 33 ]        |
| 3 | 9 de agosto de 2023  | -                         | 174 km           | 1.434 km         | -                 | Exitoso   | [ 34 ]        |
| 4 | 14 de agosto de 2023 | -                         | 150 km           | 177 km           | -                 | Exitoso   | [ 35 ]        |
| 5 | 16 de agosto de 2023 | -                         | 153 km           | 163 km           | -                 | Exitoso   | [ 36 ]        |

### Separación del módulo de aterrizaje lunar
| # | Fecha                | Altura alcanzada | Altura alcanzada | Resultado | Referencias |
| # | Fecha                | Perilunio        | Apolunio         | Resultado | Referencias |
| - | -------------------- | ---------------- | ---------------- | --------- | ----------- |
| 1 | 17 de agosto de 2023 | 153 km           | 163 km           | Exitoso   | [ 37 ]      |

### Encendidos de reducción orbital
| # | Fecha                | Tiempo de encendido (LAM) | Altura alcanzada | Altura alcanzada | Resultado | Referencias |
| # | Fecha                | Tiempo de encendido (LAM) | Perilunio        | Apolunio         | Resultado | Referencias |
| - | -------------------- | ------------------------- | ---------------- | ---------------- | --------- | ----------- |
| 1 | 18 de agosto de 2023 | -                         | 113 km           | 157 km           | Exitoso   | [ 38 ]      |
| 2 | 20 de agosto de 2023 | 60s (1 min)               | 25 km            | 134 km           | Exitoso   | [ 39 ]      |

### Alunizaje del módulo de aterrizaje lunar
| # | Fecha/Hora (UTC)            | Resultado | Referencias |
| - | --------------------------- | --------- | ----------- |
| 1 | 23 de agosto de 2023, 12:34 | Exitoso   | [ 40 ]      |

### Despliegue del rover lunar
| # | Fecha/Hora (UTC)            | Resultado | Referencias |
| - | --------------------------- | --------- | ----------- |
| 1 | 23 de agosto de 2023, 17:12 | Exitoso   | [ 41 ]      |

## Financiación
En diciembre de 2019, se informó de que ISRO solicitó la financiación inicial del proyecto, que asciende a ₹750 millones (10 millones $), de los cuales ₹600 millones ($8 millones) se destinarán a cubrir gastos de maquinaria, equipo y otros gastos de capital, mientras que los restantes ₹150 millones ($2 millones) se solicitan en el rubro de gastos de ingresos.
Confirmando la existencia del proyecto, el presidente de ISRO, K. Sivan, declaró que el coste sería de alrededor de ₹6150 millones (82 millones $).